# Ochsenbach (Ammer)
Der Ochsenbach ist ein linker Zufluss der Ammer bei Wielenbach im oberbayerischen Landkreis Weilheim-Schongau.

## Geographie

### Verlauf
Der Ochsenbach entsteht aus dem Zusammenfluss zweier Oberläufe, die am West- und Südwestrand des Weilheimer Waldes in dort auf knapp 600 m ü. NHN beginnenden Waldmulden entspringen. Beide, der rechte und südöstliche Oberlauf Salzgraben wie der linke und westsüdwestliche Oberlauf Tiefe Graben durchlaufen den abfallenden Wald in ihren schmalen Geländerinnen teils sehr stark gewunden, bis sie sich dann im flacheren Terrain davor auf etwa 560 m ü. NHN am aus dem Südosten kommenden Madenbergweg vereinen, der wenig zuvor das Weilheimer Moos durchquert hat.
Der so entstandene Ochsenbach fließt sehr unregelmäßig, aber in langen geraden Stücken insgesamt ostwärts. Er nimmt auf seinem Weg einige Entwässerungsgräben aus dem Weilheimer Moos im Süden und dem Schwattachfilz im Norden auf, zuletzt noch den etwa 7,5 km langen Waizackerbach. Dann tritt er in eine linke Altarmschlinge der Ammer ein, in der er seinen letzten Dreiviertelskilometer verläuft. Aus dieser mündet er dann auf etwa 543 m ü. NHN südlich des Ammerhofes von Wielenbach, aber noch innerhalb der Stadtgemarkung von Weilheim in Oberbayern, in der sein gesamter, ab dem Zusammenfluss seiner Oberläufe etwa 3,5 km langer Lauf liegt, von links in die Ammer.

### Zuflüsse
Hierarchische Liste einer Auswahl der Zuflüsse, jeweils von der Quelle zur Mündung. Länge, Einzugsgebiet, Höhe abgemessen bzw. abgefragt auf der amtlichen topographischen Karte.
- Salzgraben, rechter Oberlauf von Südwesten, ca. 2,8 km
  - (Bach aus Richtung Tankenrain), von rechts und Südsüdwesten, ca. 1,4 km
- Tiefer Graben, linker Oberlauf von Westsüdwesten, ca. 2,2 km
- (Entwässerungsgraben aus dem Schwattachfilz), von links und Norden
- (Entwässerungsgraben aus dem Schwattachfilz), von links und Norden vor einer Häusergruppe nordöstlich von Neuried
- (Entwässerungsgraben aus dem Weilheimer Moos), von rechts und zuletzt Südwesten nach der Häusergruppe
- Waizackerbach, von rechts und zuletzt Süden kurz vor dem Einfluss in die alte Ammerschlinge, ca. 7,5 km
  - Lußgraben, von rechts und Südsüdwesten am Westrand von Weilheim, ca. 1,8 km

## Galerie

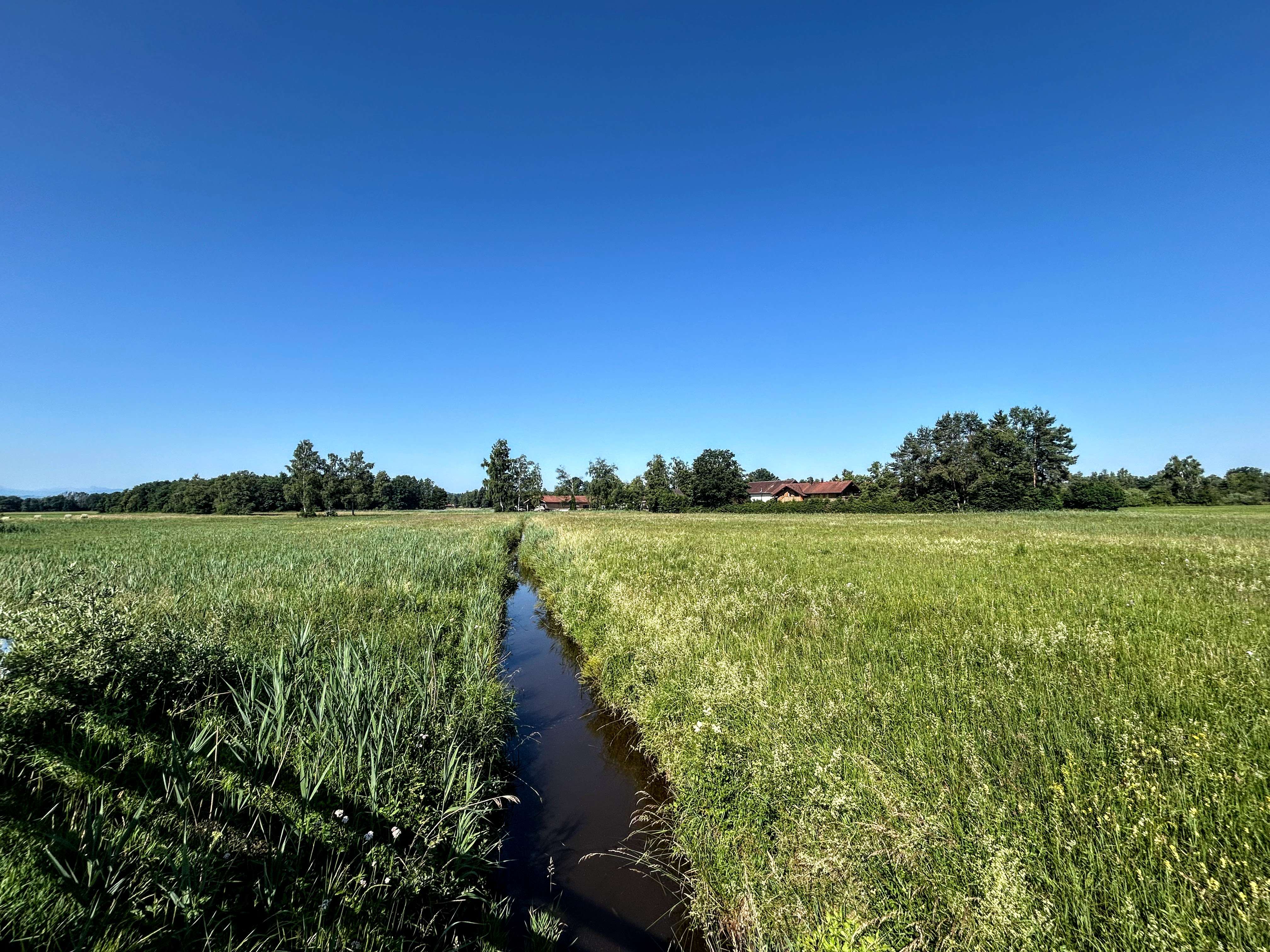
Ochsenbach bei Neuried